# Evergrande Group
Evergrande Group var ett kinesiskt fastighetsbolag som även verkade inom ett flertal andra branscher. Företagsgruppens huvudägare är Hui Ka Yan, som är en av Kinas rikaste personer. Evergrande finns med på Fortunes lista över världens 500 största företag.
Under 2021 drabbades företaget av enorma likviditetsproblem. Aktien tappade nära 85% av sitt värde på börsen. 2024 anklagas det nu konkurssatta bolaget för omfattande bedrägeri.

## Dotterbolag
Evergrande bestod av fyra dotterbolag som är listade på Hongkongbörsen.
- Evergrande Health
- China Evergrande
- HengTen Networks
- Calxon

Sedan 2020 äger Evergrande 100% av elbilstillverkaren Nevs. Evergrande är även ägare till fotbollsklubben Guangzhou Evergrande FC.